# Jelovec Voćanski
Jelovec Voćanski – wieś w Chorwacji, w żupanii varażdińskiej, w gminie Donja Voća. W 2011 roku liczyła 86 mieszkańców.